# Конти, Андреа
Андре́а Ко́нти (итал. Andrea Conti; родился 23 августа 1977 года, Рим) — итальянский футболист, опорный полузащитник. Сын бывшего капитана «Ромы» Бруно Конти, брат Даниеле Конти.

## Клубная карьера
Начал карьеру в итальянской «Роме». Сыграл 2 матча в Серии A 1996/1997.
В сезоне 1997/1998 играл за «Карпи» в Серии C1 (3-й дивизион Италии).
В сезоне 1998/1999 играл за «Фано» в Серии C2 (4-й дивизион Италии).
В сезоне 1999/2000 играл за «Ночерину» в Серии C1.
В сезоне 2000/2001 играл за «Лекко» в Серии C1.
В сезоне 2001/2002 играл за «Кастель-ди-Сангро» в Серии C1.
В сезоне 2002/2003 играл за «Брешелло» в Серии C2.
Два сезона (2003—2005) выступал за «Ланчано» в Серии C1.
В сезоне 2005/2006 играл за «Анкона» в Серии C2.
Сезон 2006/2007 снова провёл в «Ланчано», представляющим Серию C1.

### «Беллинцона»
Летом 2007 года стал игроком швейцарского клуба «Беллинцона». В сезоне 2007/2008 сыграл 19 матчей и забил 3 гола в Челлендж-лиге (2-й дивизион Швейцарии). Сам клуб занял 2-е место и вышел в Суперлигу, победив «Санкт-Галлен» в стыковых матчах. В сезоне 2008/2009 сыграл 23 матча и забил 5 голов в Суперлиге. В сезоне 2009/2010 сыграл 25 матчей и забил 3 гола. В сезоне 2010/2011 сыграл 16 матчей, забил 2 гола. В стыковых матчах «Беллинцона» проиграла «Серветту» и вылетела в Челлендж-лигу. В сезоне 2011/2012 сыграл 6 матчей в Челлендж-лиге. В сезоне 2012/2013 сыграл 1 матч.
Осенью 2013 года стал игроком швейцарского «Малькантоне».

## Достижения
Беллинцона
- 2-е место в Челлендж-лиге (1): 2007/2008 (выход в Суперлигу через стыковые матчи).